# Арсенова бронза

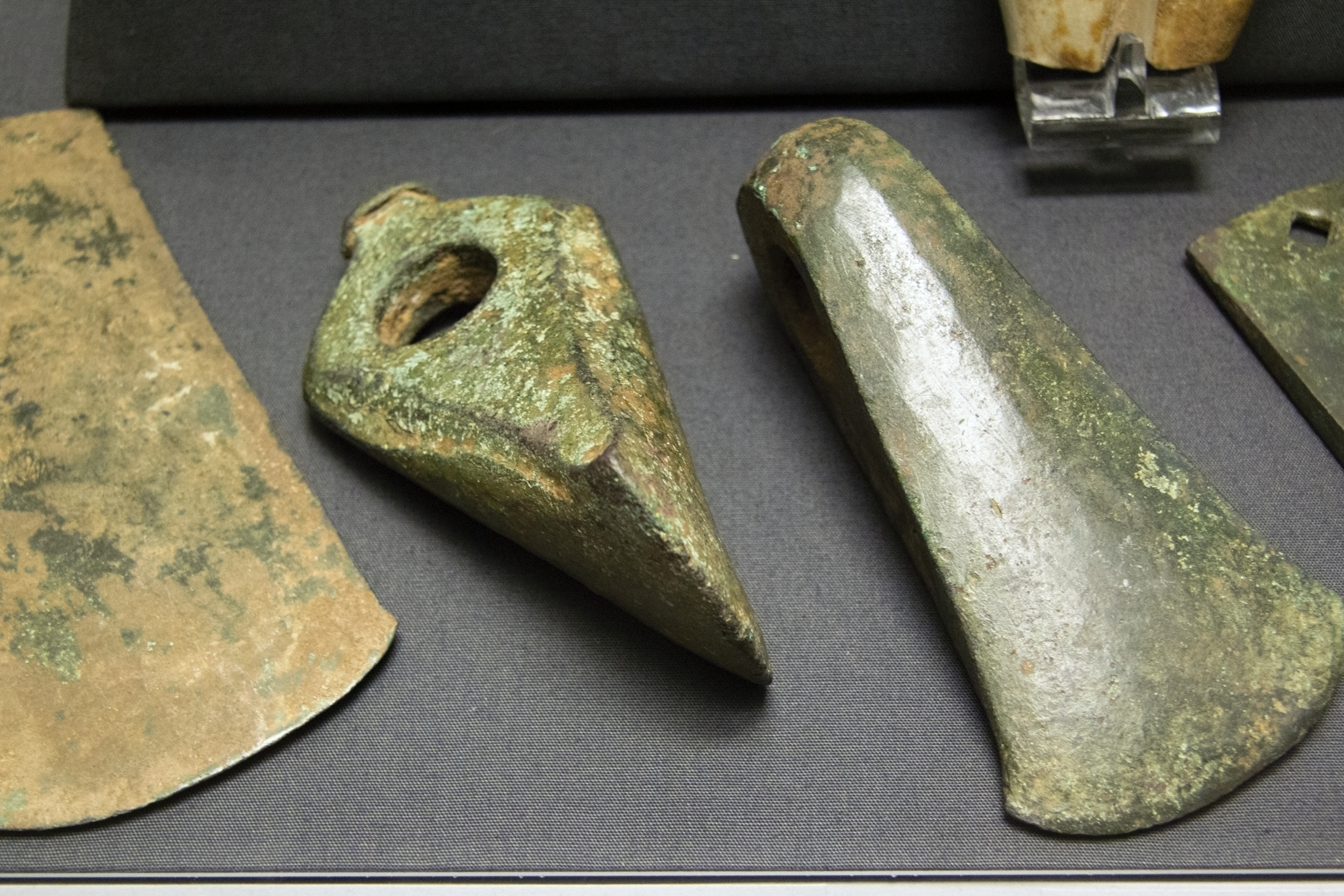
Інструменти з арсенової бронзи з острова Наксос (2700—2000 до н.е.) Імовірно, застосовувались для обробки деревини.

Арсе́нова бро́нза — сплав на основі міді, в якому основним легуючим елементом є арсен (миш'як) у кількості понад 0,5% (за масою). Сплав може містити також олово чи інші метали в меншій кількості. Вміст арсену понад 0,5% суттєво поліпшує механічні та ливарні властивості металу.
Вироби з такого матеріалу з'явилися в енеоліті й набули поширення під час бронзової доби. Тривалий час арсенова бронза використовувалася поряд із олов'яною (яка з'явилася пізніше), іноді — разом із нею, але поступово була витіснена. У сучасній металургії сплав майже не використовується.

## Реконструкція технології
| Назва руди  | Хімічна формула |
| ----------- | --------------- |
| Арсенопірит | FeAsS           |
| Енаргіт     | Cu3AsS4         |
| Олівеніт    | Cu2(AsO4)OH     |
| Теннантит   | Cu12As4S13      |
| Малахіт     | Cu2(OH)2CO3     |
| Азурит      | Cu3(OH)2(CO3)2  |

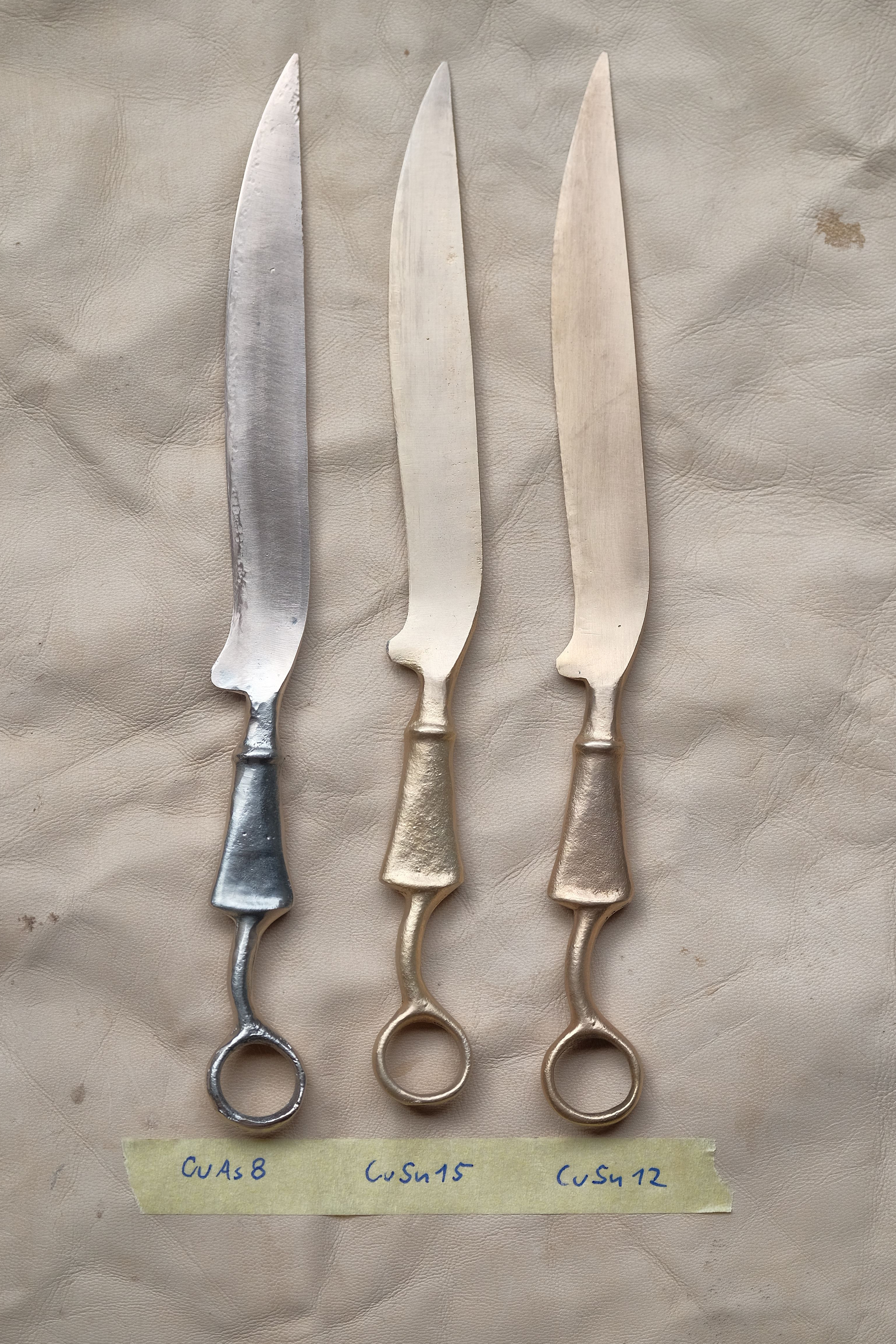
Репродукції ножів доби бронзи, виготовлені з високоарсенової бронзи (ліворуч) та олов'яної бронзи (посередині та праворуч). Залежно від вмісту миш'яку сплав буває від блідо-червоного до сріблястого кольору.

Тривалий час археологи вживали термін «арсенова бронза» лише щодо сплавів із вмістом арсену понад 1 % за масою. 
Хізер Лехтман (англ. Heather Lechtman) одним із перших звернув увагу на те, що зміна механічних властивостей мідно-арсенового сплаву відбувається, коли частка арсену перевищує 0,5 мас.% і саме такі сплави слід вважати бронзою.
Арсен є у низці мідевмісних руд (див. таблицю), тому деяке забруднення міді ним неминуче. Одні дослідники вважали, що за вмістом арсену неможливо достеменно визначити, чи додавали його свідомо, чи такий вміст зумовлено наявністю в мідній руді, з якої виплавляли метал. 
Інші автори обстоювали думку, що частка арсену понад 0,5% однозначно свідчить про усвідомлене додавання його до сплаву. 
Хоча спочатку арсен, імовірно, потрапляв у мідь внаслідок того, що містився в руді, його й далі використовували. 
Коли в розплаві міді розчинено багато кисню, то під час кристалізації на межах зерен виділяється оксид міді, який значно знижує пластичність сплаву. Арсен у розплавленому металі реагує з киснем з утворенням оксидів арсену, які випаровуються. Без застосування арсену або інших легувальних елементів практично неможливо отримати щільні мідні відливки складної (рельєфної) форми. Хоча використання арсену може підвищити пористість виливка (внаслідок розчинення водню в розплавленому металі та його подальшого виділення у вигляді бульбашок), такі бульбашки можна викувати, після чого метал стане придатним для загартування. 
Торнтон зі співавторами висловили гіпотезу, що знайдені на Іранському нагір'ї шлаки з високим вмістом арсеніду заліза (відходи плавлення міді) усвідомлено збирали, щоб продавати для виготовлення арсенової бронзи в інших місця шляхом додавання їх до розплаву міді.
Для відновлення можливої послідовності доісторичних подій слід розглянути структуру родовищ мідних руд, які переважно є сульфідами/ Поверхневі мінерали містять частину самородної міді та окислених мінералів, але значна частина міді та інших мінералів вимивається далі в рудне тіло, утворюючи зону вторинного збагачення. Це стосується багатьох мінералів, таких як теннантит, з їхнім арсеном, міддю та залізом. Таким чином, спочатку використовуються поверхневі відклади; потім відкриваються глибші сульфідні руди, після оброблення яких виявляється, що матеріал з цього рівня має кращі властивості
Є чотири можливі методи використання цих різних руд для виробництва арсенових бронзових сплавів:
- Безпосереднє додання до розплавленої міді арсеновмісних металів або руд, таких як реальгар чи аурипігмент, що було підтверджено лабораторними плавками[5].
- Відновлення сурмовмісних арсенатів міді(інші мови) або бляклих руд для отримання сплаву з високим вмістом арсену та сурми. Це цілком ймовірний спосіб.
- Перероблювання випалених сульфарсенідів міді, таких як тенантит і енаргіт. Цей метод призводить до утворення токсичних випарів оксиду арсену та втрати значної частини арсену, наявного в рудах[10].
- Спільне плавлення оксидних і сульфідних руд, таких як малахіт і арсенопірит. Було продемонстровано, що цей метод добре працює, оскільки виділяється мало небезпечних випарів завдяки реакціям між різними мінералами[11].

Спосіб виготовлення виробів передбачав нагрівання металу в тиглях і відливання його у форми з каменю або глини. Після застигання предмет полірували або, у випадку сокир та інших інструментів, відбивали молотком робочий окрайок, стоншуючи метал і підвищуючи його міцність, а потім загартовували.

## Переваги та недоліки
У сплавах із вмістом арсену понад 0,5% змінюється структура металу — вони значно твердіші та міцніші на розрив, ніж чиста мідь, тому краще працюють при різанні або рубанні, і таку бронзу можна загартовувати в широкому діапазоні температур, не побоюючись крихкості. Міцність зростає зі збільшенням вмісту арсену до 8% (на 10-30 %). За більшого вмісту арсену структура металу знов змінюється й він стає крихким.
За значного вмісту арсену вироби набувають сріблястого блиску, що застосовувалося майстрами з декоративною метою. Знайдені на Кавказі кинджали з арсенової бронзи та інші артефакти з різних місць мають збагачений арсеном поверхневий шар, а мексиканські дзвони виготовлено з міді зі вмістом миш'яку, достатнім для отримання сріблястого кольору.
Олов'яна бронза не має особливих переваг із погляду металургії. Імовірно, що арсенова бронза поступово вийшла з ужитку, оскільки легування оловом давало виливки з міцністю, близькою до арсенової бронзи, які, проте, не вимагали подальшого загартування. Імовірно також, що використання олова дозволяло досягти точніших результатів, оскільки його можна було додавати до міді у визначеній кількості, тоді як визначити вміст арсену було значно складніше.
Деякі автори припускають, що арсенова бронза вийшла з ужитку через шкідливий вплив на здоров'я під час її виготовлення.

### Вплив на здоров'я
Арсен — елемент із температурою кипіння 615 °C, тому оксид арсену втрачається з розплаву до або під час лиття, а випари, утворені під час видобування та перероблювання руди, вражають очі, легені та шкіру.
Хронічне отруєння арсеном призводить до периферичної нейропатії, яка може викликати слабкість у ногах і стопах. Припускають, що це лежить в основі легенди про кульгавих ковалів, таких як грецький бог Гефест.
У волоссі добре збереженої мумії чоловіка, який жив близько 3200 року до н. е., знайденої в Ецтальських Альпах, широко знаної як Етці, виявлено високий рівень як частинок міді, так і арсену. Це, а також лезо мідної сокири Етці, яке на 99,7 % складається з міді, змусило вчених припустити, що він брав участь у виплавленні міді.

## Історичне застосування
Артефакти з арсенової бронзи охоплюють весь спектр металевих предметів, від сокир до прикрас. 
На готових предметах також бувають гравірування та інші прикраси[джерело?].
Найдавніші відомі артефакти, датовані 5-м тисячоліттям до н. е., знайдено на Іранському нагір'ї. В інших регіонах предмети з мідно-арсенових сплавів з'явилися пізніше. У тих регіонах, де не було родовищ олов'яних руд, арсенову бронзу продовжували виробляти у великій кількості до початку I тис. до н. е.
Іранське нагір'я та прилегла до нього Месопотамія, які охоплюють сучасні Іран, Ірак та Сирію, мають найдавнішу металургію арсенової бронзи. Там таку бронзу використовували від 4-го тисячоліття до н. е. до середини 2-го тисячоліття до н. е., тобто, майже 2000 років. Протягом цього періоду вміст арсену в артефактах був дуже різним. До культур, які використовували арсенову бронзу, належать аккадці з Ура та амореї, що мешкали навколо річок Тигр і Євфрат і центрів торгових мереж: вони поширювали арсенову бронзу на Близькому Сході протягом бронзової доби. Олов'яна бронза остаточно замінила там арсенову близько 1500 року до н. е..

Скарб епохи енеоліту з Нагаль-Мішмару в Юдейській пустелі на захід від Мертвого моря містить низку артефактів з арсенової бронзи (4—12 % арсену) і, можливо, з арсенової міді, виготовлених за допомогою процесу заміщення воску, що є найдавнішим відомим використанням цієї складної техніки. 
|  | Радіовуглецеве датування очеретяного килимка, в який було загорнуто предмети, показало принаймні 3500 рік до н. е. Саме в цей період використання міді поширилось по всьому Леванту, що свідчить про значний технологічний розвиток, який ішов паралельно з великими соціальними досягненнями в регіоні. Оригінальний текст (англ.) Carbon-14 dating of the reed mat in which the objects were wrapped suggests that it dates to at least 3500 B.C. It was in this period that the use of copper became widespread throughout the Levant, attesting to considerable technological developments that parallel major social advances in the region. |

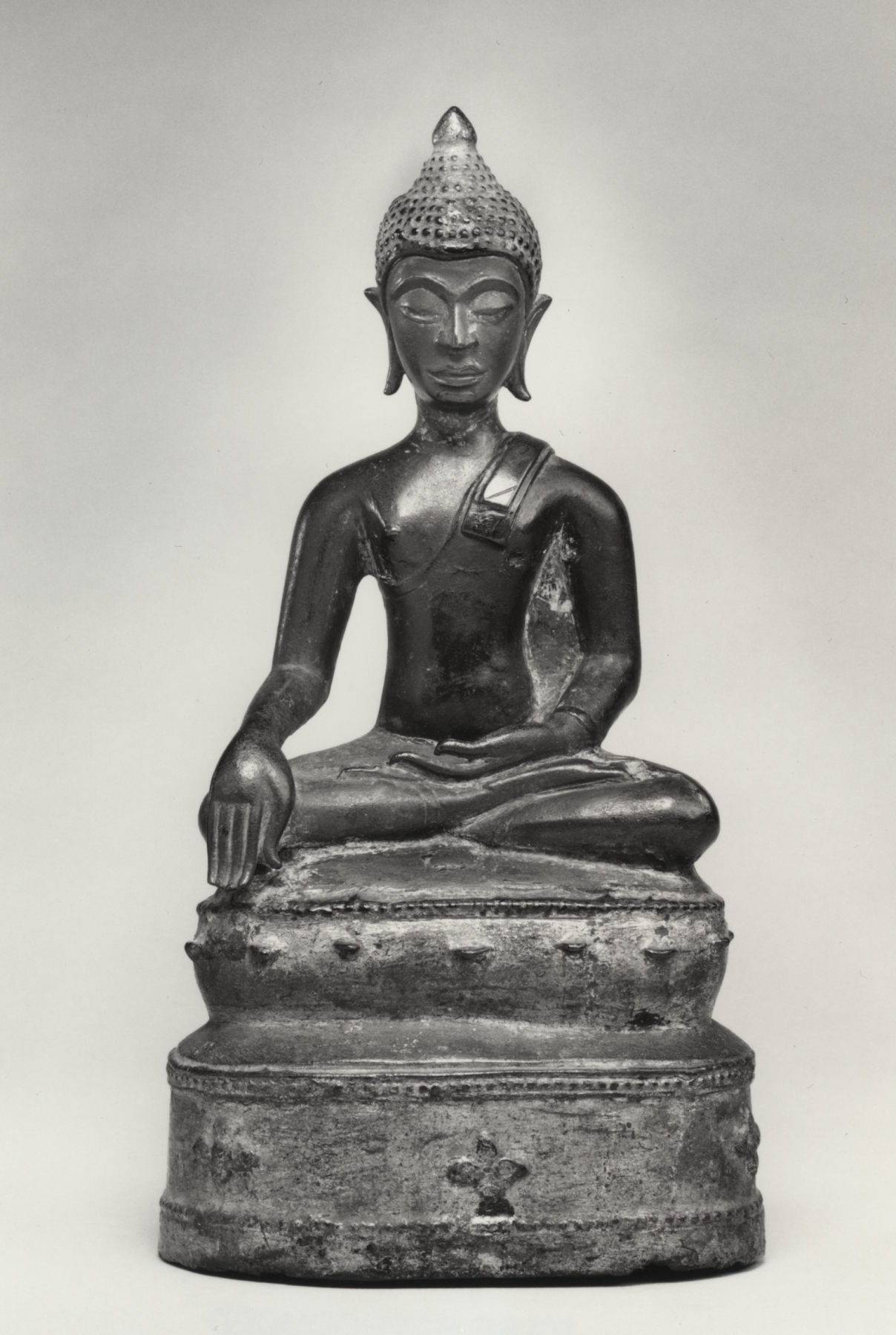
Сидячий Будда з Таїланду (прибл. 1800), виготовлений з арсенової бронзи

Використання арсенової бронзи поширилося вздовж торгових шляхів у північно-західний Китай, до регіону Ганьсу — Цинхай, з культурами Сіба, Ціцзя та Тяньшаньбейлу. Проте досі не зрозуміло, чи були артефакти з арсенової бронзи імпортовані, чи виготовлені на місці. Є підозра, що останнє імовірніше через наявність локальних мінеральних ресурсів. З іншого боку, артефакти виявляють типологічні зв'язки з євразійським степом.
На Правобережній Україні перші знахідки виробів з арсенової бронзи датують кінцем IV — початком III тис. до н. е. Кинджали та мечі виготовлені з «класичної» арсенової бронзи Близького Сходу (вміст арсену — від 1,2% до 4,5%), вочевидь, було завезено зі Східного Середземномор'я, оскільки для місцевих виробів тих часів характерним було використання відносно чистої міді, і середземноморський тип зброї в регіоні раніше не знаходили.
Місцеве бронзоливарне виробництво розвинулося на початку III тис. до н. е. в Карпато-Волинському центрі металургії «вербового листя» (культура шнурової кераміки) і звідти поширилися спочатку на Криворізький центр металургії ямної культури, а потім на Донецький центр металургії катакомбної культури (басейн Сіверського Дінця, Бахмутська западина). Останній почав діяти в першій половині ІІІ тис. до н. е., про що свідчить багато знахідок ливарних форм.
Арсенові бронзи домінували на Лівобережній Україні в часи катакомбної культури (2700—2000 рр. до н. е.)
У період енеоліту (2800—2200 до н. е.) арсенова бронза була найпоширенішим сплавом у Середземномор'ї. Зокрема, її використовували в Північній Італії культури Ремеделло і Ринальдоне.
Вироби з арсеново-мідних сплавів знайдено також на території сучасних Іспанії та Португалії у пам'ятках починаючи з III-го тисячоліття до н. е..
У Південній Америці арсенова бронза переважала в Еквадорі та на півночі й в центрі Перу завдяки наявності там багатих запасів арсенових руд. Водночас південні та центральні Анди, південне Перу, Болівія та частина Аргентини були багаті на олов'яну руду каситерит і тому не використовували арсенової бронзи.
Сіканська культура північно-західного узбережжя Перу відома використанням арсенової бронзи в період від 900 до 1350 року н. е. Арсенова бронза існувала разом з олов'яною бронзою в Андах, ймовірно, через її більшу пластичність, що означало, що її можна було легко розклепувати в тонкі листи, які цінувалися в місцевій спільноті.

## Після бронзової доби
Археологічні знахідки в Єгипті, Перу та на Кавказі свідчать про те, що арсенову бронзу протягом деякого часу виробляли разом з олов'яною. У Тепе Ях'я її продовжували використовувати в залізну добу для виготовлення дрібничок і декоративних предметів. Цей приклад показує, що не було простої послідовності заміни сплавів із часом (коли нові сплави повністю витісняють старі). 

## Сучасне використання
Нині арсенову бронзу використовують мало. 
У мідних сплавах із вмістом арсену менше 0,5 мас.% (арсенова мідь) зміни механічних властивостей не відбувається, а електропровідність суттєво гіршає: 0,5 % арсену знижує електропровідність до 34 % від чистої міді, і навіть 0,05 мас.% зменшує її на 15 %. Оскільки мідь застосовують переважно для електротехнічних виробів, то арсен вважають шкідливою домішкою й вилучають його на етапі збагачення руди.